# Archibald Butt
Major Archibald Willingham Butt, född 26 september 1865 i Augusta i Georgia, död 15 april 1912, var en inflytelserik militär medhjälpare till USA:s presidenter Theodore Roosevelt och William Howard Taft. 
Före sin tid som medhjälpare till Roosevelt ägnade sig Butt åt journalistik och var även verksam under det Spansk-amerikanska kriget. Han dog vid förlisningen av RMS Titanic.